# 안 트리오
안 트리오(Ahn Trio)는 한국계 미국인 세 자매로 이루어진 서양 고전 음악 피아노 트리오이다. 구성원으로는 앤절라 안(Angella Ahn), 루시아 안(Lucia Ahn), 그리고 마리아 안(Maria Ahn)이 있다. 앤절라는 바이올린을, 루시아는 피아노를 그리고 마리아는 첼로를 연주한다. 루시아와 마리아는 쌍둥이다. 이들 모두 한국에서 태어났고 줄리어드 음악 대학을 나왔다.